# Sibolga
Sibolga este un oraș din Indonezia.